# مايك هاردينغ
مايك هاردينغ (بالإنجليزية: Mike Harding)‏ هو مؤرخ موسيقى ‏ نيوزيلندي، ولد في 16 يوليو 1952.

## وصلات خارجية
- مايك هاردينغ على موقع ميوزك برينز (الإنجليزية)